# The First Cut Is the Deepest

The First Cut Is the Deepest est une chanson écrite par Cat Stevens début 1967, initialement enregistrée par la chanteuse P. P. Arnold en mai 1967. La propre version de Stevens est apparue à l'origine sur son album New Masters en décembre 1967, avec Big Jim Sullivan à la guitare, Herbie Flowers à la basse et Chris Hunt à la batterie.
La chanson a été largement enregistrée et est devenue un single à succès pour sept artistes différents : P. P. Arnold (1967), Keith Hampshire (1973), Rod Stewart (1977), Dawn Penn (1994), Papa Dee (1995) et Sheryl Crow (2003).